# Zirkelgesellschaft

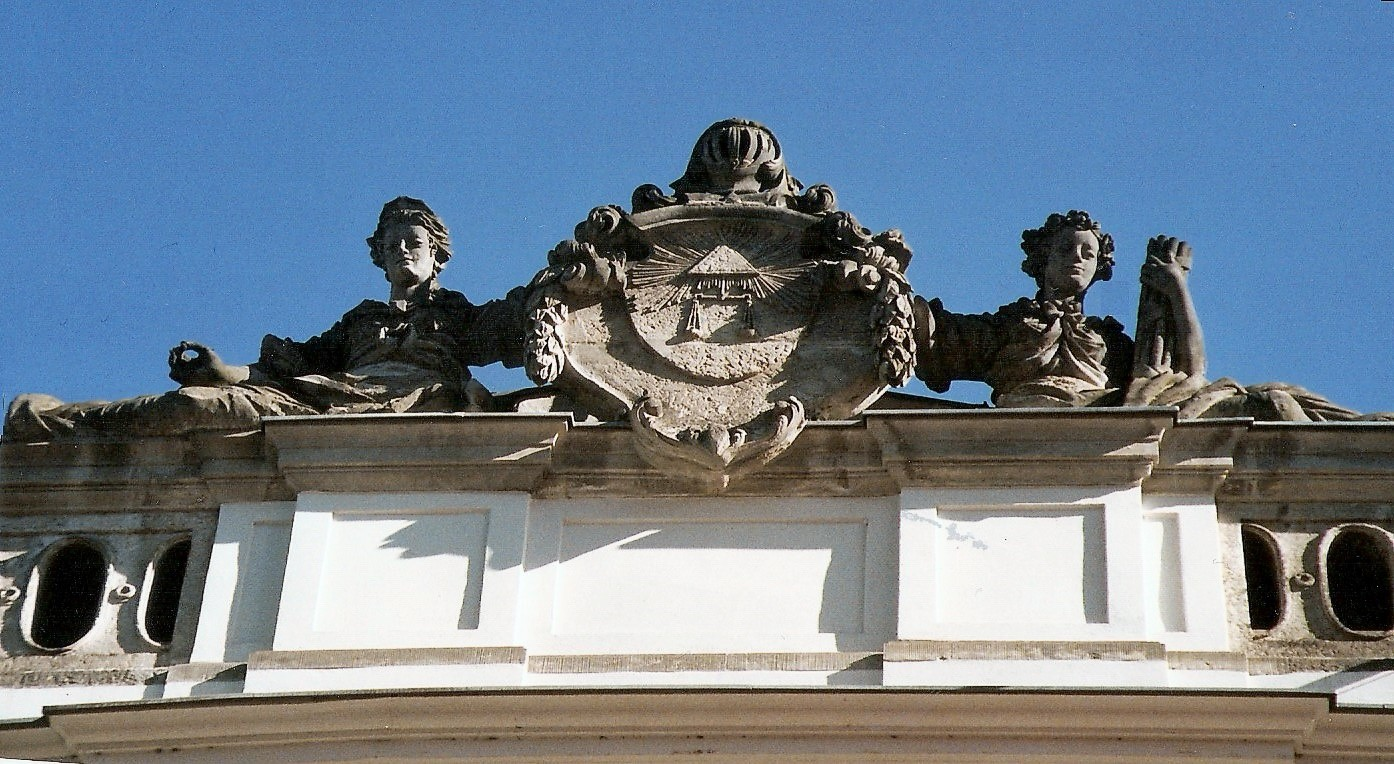
Signum der einstigen Zirkelgesellschaft

Die Zirkelgesellschaft war als Patriziergesellschaft eine Vereinigung des städtischen Patriziats in Lübeck.

## Geschichte und Bedeutung

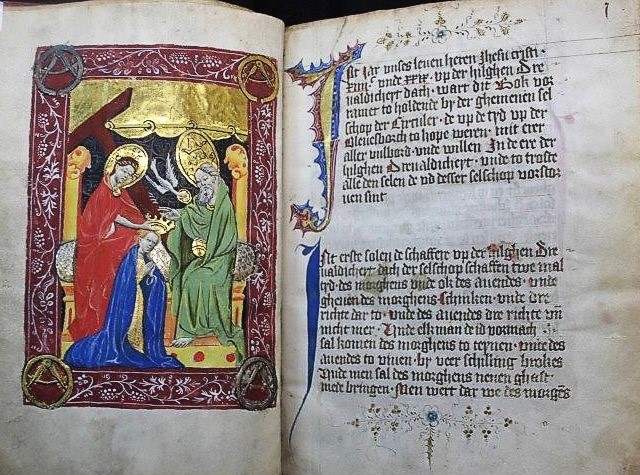
Anfang des Ersten Zirkelbuchs mit den Statuten der Gesellschaft und einer Darstellung der Trinität (1426)

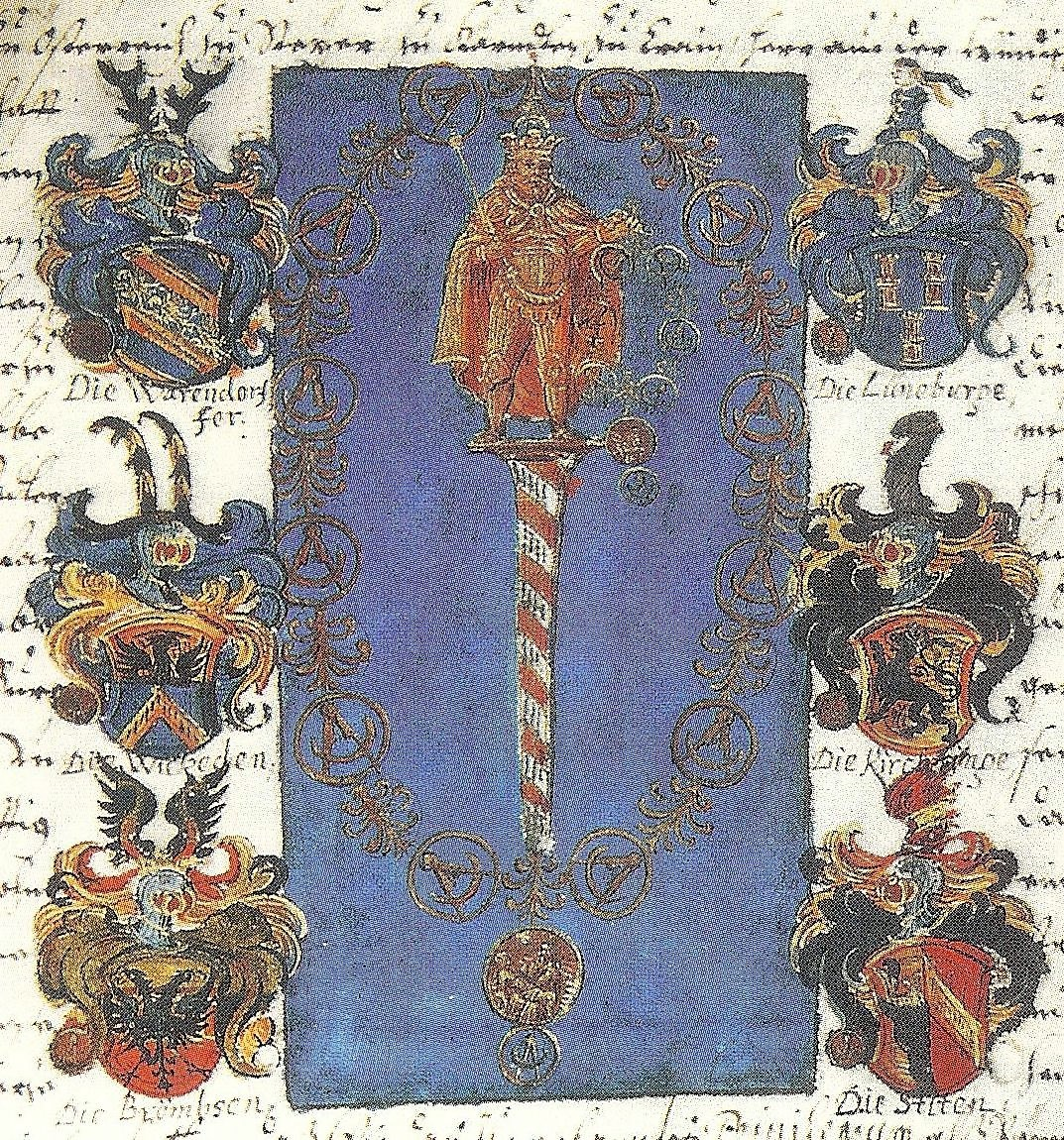
Ausschnitt aus dem Privileg Kaiser Ferdinands III. von 1641 mit dem Insigne und den Wappen der damaligen Mitgliedsfamilien

Der offizielle Name der am 2. September 1379 gegründeten Bruderschaft von Fernhandelskaufleuten war Gesellschaft der heiligen Dreifaltigkeit zu Lübeck. Wegen ihres Zeichens, eines offenen Zirkels in einem unten etwas offenen Kreis – einem Symbol der Trinität – wurde sie jedoch allgemein Zirkelgesellschaft oder Zirkelkompanie genannt. Später war sie auch unter dem Namen Junkerkompanie bekannt. Der Begriff Junker bezeichnet in diesem Zusammenhang jüngere männliche Mitglieder von ratsfähigen Familien. Der Zusammenhalt der führenden, meist aus Westfalen zugewanderten Familien war seit Gründung der Stadt 1143 eng; der Historiker Philippe Dollinger verweist auf ein Schreiben aus dem Jahr 1380, wonach die Mehrzahl der Ratsmitglieder zumindest im 3. Grad verwandt waren.
Die Gesellschaft verband religiöse mit repräsentativen und politischen Motiven. Die Gründungsurkunde war an sich ein Vertrag über die Gebetsverbrüderung zwischen den Gründern und den Franziskanern an St. Katharinen: Neun Personen, Boldewin Speygeler, die Brüder Gerd und Hermann Darsow, die Brüder Heinrich und Johann Meteler, Marquard von Dame, Jacob Holk, Hermann More oder Morum und Arnd von der Brügge, schließen einen Vertrag mit den Mönchen des Katharinenklosters, die ihnen eine Kapelle in ihrer damals noch neuen Klosterkirche überlassen. In dem Vertrag verpflichten sich die Mönche, für diese neun Personen und für alle künftigen Mitglieder ihrer Gesellschaft und Bruderschaft täglich eine Messe zu lesen, Sonntags unmittelbar nach der Predigt, an Wochentagen nach Beendigung der übrigen Messen. Sie nehmen sie in die Gemeinschaft aller ihrer guten Werke auf und verpflichten sich, beim Tod eines Mitglieds der Gesellschaft für sein Seelenheil alle die Gebete und die übrigen guten Werke zu verrichten, die sie für die Brüder ihres eigenen Klosters zu verrichten pflegen. In der Außendarstellung der Gesellschaft spielten die Lübecker Fastnachtspiele eine große Rolle.
Nach dem Lübischen Recht zählte sie zu den im Rat der Stadt vertretenen Kaufleutekorporationen, aus denen sich der Rat personell selbst ergänzte. Tatsächlich war sie über Jahrhunderte – insbesondere angesichts ihrer im Verhältnis zu den übrigen Korporationen geringen Mitgliederzahl – im Rat stark überproportional vertreten und stellte die Mehrheit der Lübecker Bürgermeister. Von ihrer Gründung bis etwa zum Kassarezess (mit Ausnahme der Jahre 1408–1416, in denen die Gesellschaft aufgrund einer vorübergehenden Machtverschiebung faktisch nicht existierte; erst 1429 erhielt sie neue Statuten) stellte sie aufgrund dieses Einflusses das eigentliche gesellschaftliche Machtzentrum der Lübecker Thalassokratie dar, zu der auch Kaufleute aus anderen Korporationen überwechselten, sobald sie gebeten wurden.

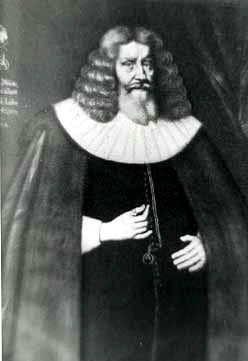
Bürgermeister Gottschalk von Wickede mit dem Zeichen der Zirkelgesellschaft an der Hand und am Familienwappen

Nach der Rekonstituierung der Gesellschaft im Jahre 1429 betrieb der Bürgermeister Hinrich Castorp in der 2. Hälfte des 15. Jahrhunderts den Kurswechsel der Zirkelgesellschaft von einem reinen Zusammenschluss erfolgreicher Fernhandelskaufleute zu einer Interessenvertretung des inzwischen entstandenen Lübecker Patriziats. 1483 gehörte nur ein einziger Ratsherr nicht dieser Gesellschaft an. Die erfolgreichen Gründerfamilien Lübecks fingen zu dieser Zeit an, die Lebensgewohnheiten des umgebenden Adels zu kopieren, landwirtschaftlichen Grundbesitz zu erwerben und von Renten aus Anleihen und Grundbesitz zu leben. Aus dieser Schicht rekrutierten sich, immer neben hinzukommenden erfolgreichen Aufsteigern, fortan die Mitglieder dieser vornehmsten Kaufmannskorporation Lübecks.
1485 erhielt die Zirkelgesellschaft ein kaiserliches Privileg, das den Mitgliedern erlaubte, das Zeichen der Gesellschaft an einer goldenen Kette (Collane) öffentlich zu tragen. Damit wurde diese bürgerliche Gesellschaft Adelskreisen und Orden gleichgestellt.
Nachdem sie im 15. Jahrhundert den Höhepunkt ihrer gesellschaftlichen Macht erreicht hatte, verlor die Gesellschaft im 16. Jahrhundert an Einfluss. Während der Unruhen der Wullenwever-Zeit wurde im Juli 1531 ihr Haus in der Königstraße geplündert und zerstört. Wie die meisten anderen Gesellschaften ging auch die Zirkelkompanie ein. 1580 wurde sie als Zusammenschluss alteingesessener Familien unter Joachim Lüneburg neugegründet.

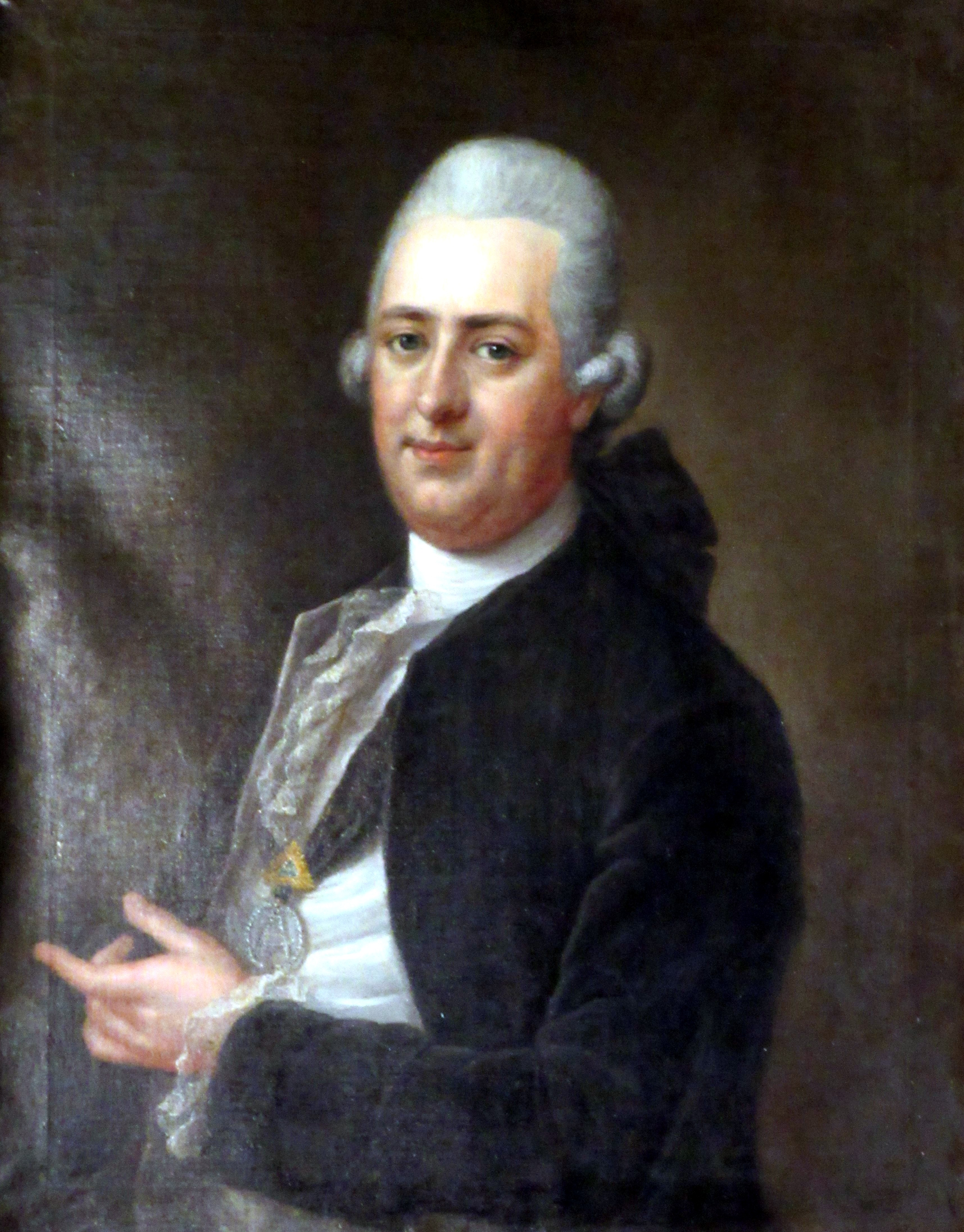
Christian von Brokes mit dem Kleinod der Zirkelgesellschaft (um 1775)

Mit Patent vom 9. Oktober 1641 bestätigte Kaiser Ferdinand III. die Privilegien der Zirkelgesellschaft und erkannte zugleich den Adel der ihr zu diesem Zeitpunkt angehörigen Familien Warendorp, Wickede, Brömbsen, Lüneburg, Kerkring, Stiten an. Gleichzeitig verschärfte die Gesellschaft ihre Aufnahmebedingungen. Dies sicherte kurzfristig ihre Exklusivität, führte langfristig jedoch dazu, dass die Gesellschaft immer mehr Mitglieder und Einfluss verlor. Auch der kaiserlich vermittelte Bürgerrezess bestätigte zwar die Zirkelgesellschaft als Lübecker Verfassungsorgan, begrenzte aber deutlich den weiteren Einfluss im Rat. Im 18. Jahrhundert blieben nur noch die Familien Brömbsen und Wickede und Familien, in die ihre weiblichen Mitglieder eingeheiratet hatten, übrig. Als letztes Mitglied wurde 1805 Friedrich Adolph von Heintze aufgenommen. Das letzte aktive Mitglied starb 1820. Anschließend wurde die Gesellschaft aufgelöst.

## Gesellschaftshaus
In der ersten Zeit mietete sich die Gesellschaft für ihre winterlichen Zusammenkünfte Häuser. 1479 erwarb sie das Haus Königstraße 21, das bald zu einem Mittelpunkt des gesellschaftlichen Lebens der Stadt wurde. Die sommerlichen Veranstaltungen fanden in der Olafsburg, einer Art Wasserschloss an der Wakenitz zwischen dem Hüxtertor und dem Mühlentor statt, später auch auf dem Herrenhaus in Groß Steinrade, das mit Malereien zur Geschichte der Zirkelgesellschaft ausgeschmückt war. In den Unruhen der Reformationszeit geplündert und verwüstet, wurde das Haus in der Königstraße zwischen 1538 und 1580 nicht genutzt, dann nach der Wiederherstellung der Gesellschaft zwischen 1581 und 1584 erneuert. Von 1776 bis 1779 wurde es nach Ideen von Friedrich Bernhard von Wickede im Zopfstil noch einmal erneuert und erweitert. Nach der Auflösung der Gesellschaft kam das Haus in den Besitz der Stadt, die es dem Oberappellationsgericht der vier Freien Städte zur Verfügung stellte. Danach wurde es zunächst vom Staatsarchiv des Staates Lübeck genutzt, später als Öffentliche Bücherei und als Dependance des Katharineums. Heute beherbergt es das Willy-Brandt-Haus Lübeck der überparteilichen Bundeskanzler-Willy-Brandt-Stiftung.

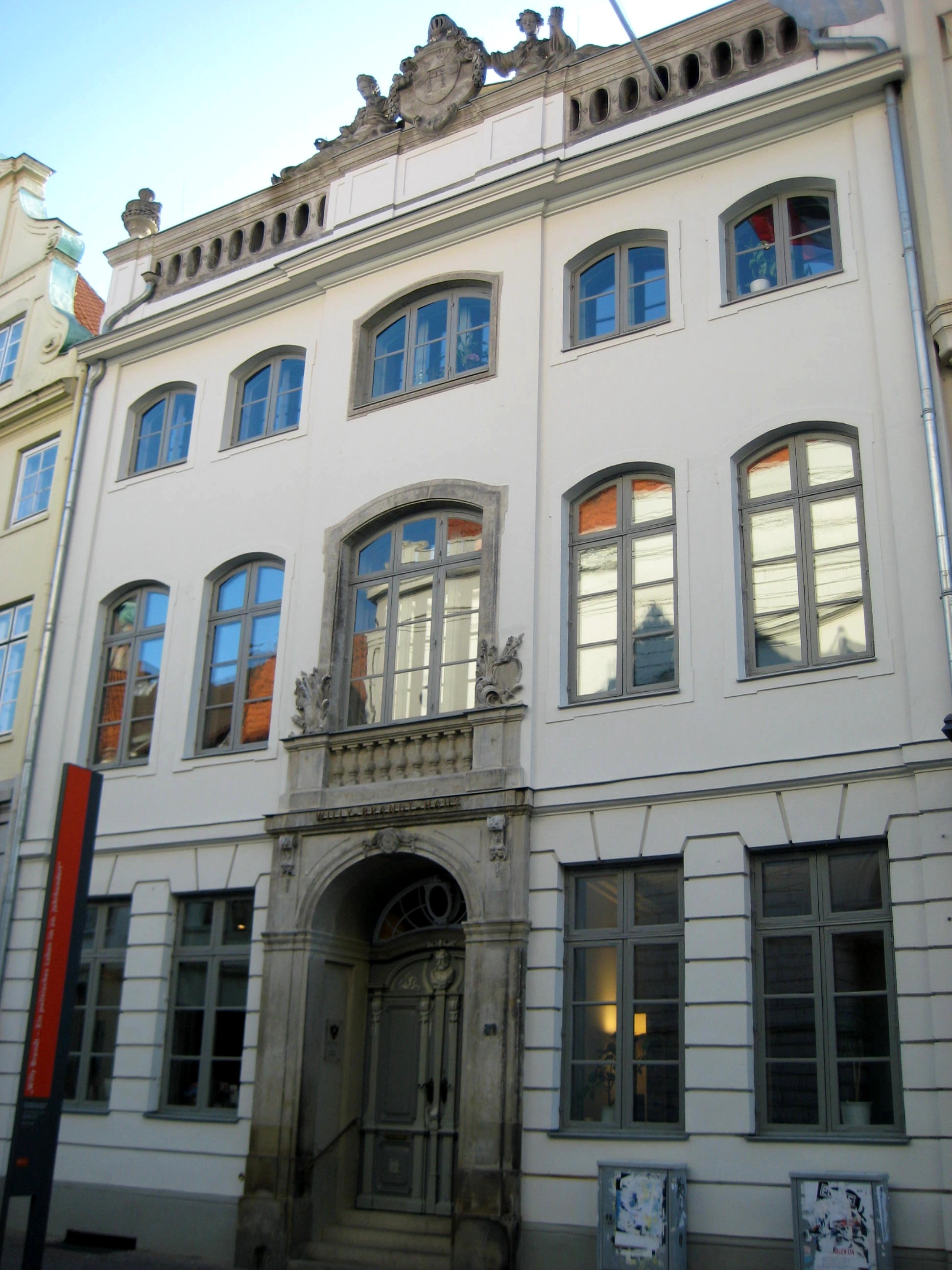
Gebäude der Zirkelgesellschaft 2008
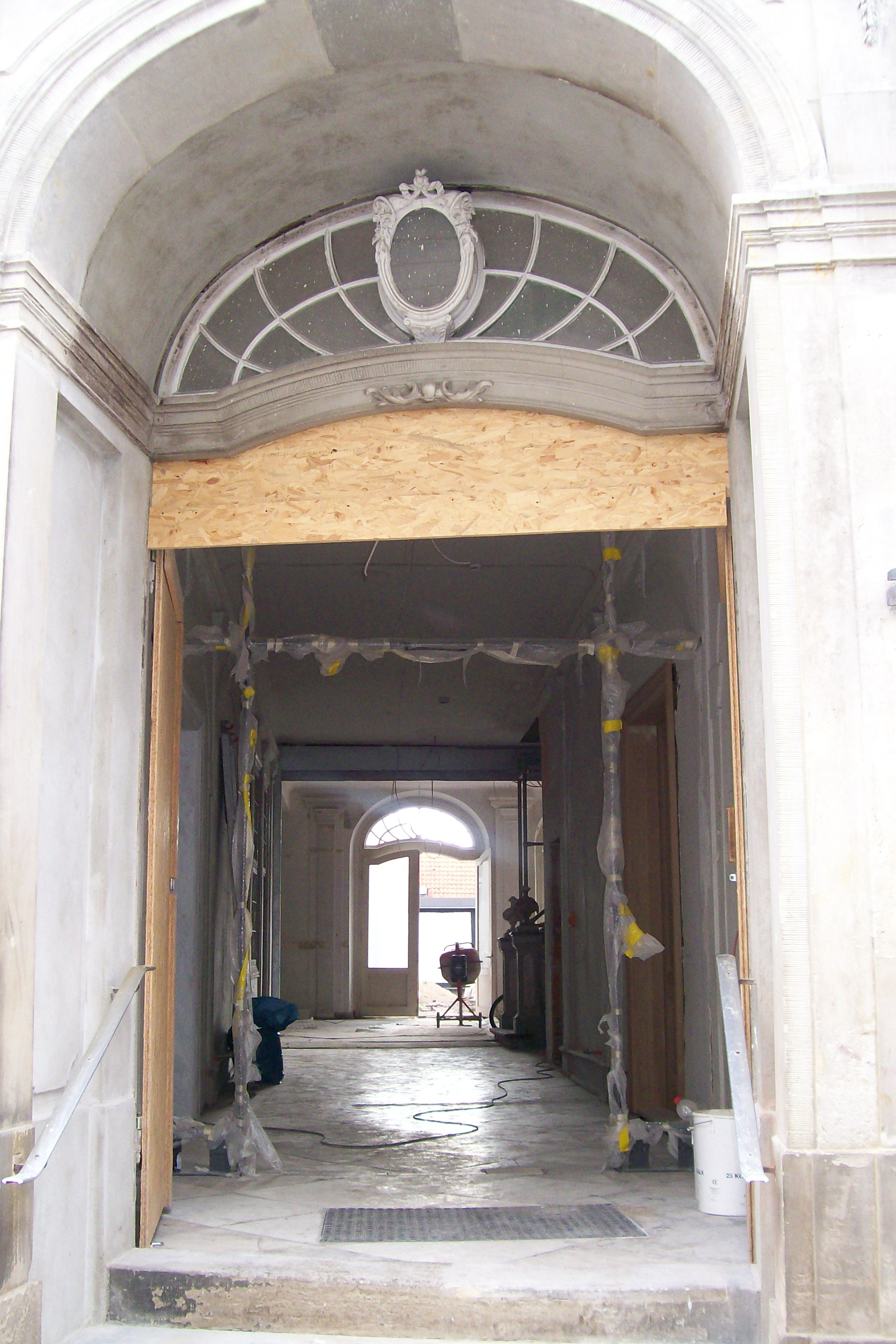
Eingang zum Gebäude 2007, vor Abschluss der Sanierung
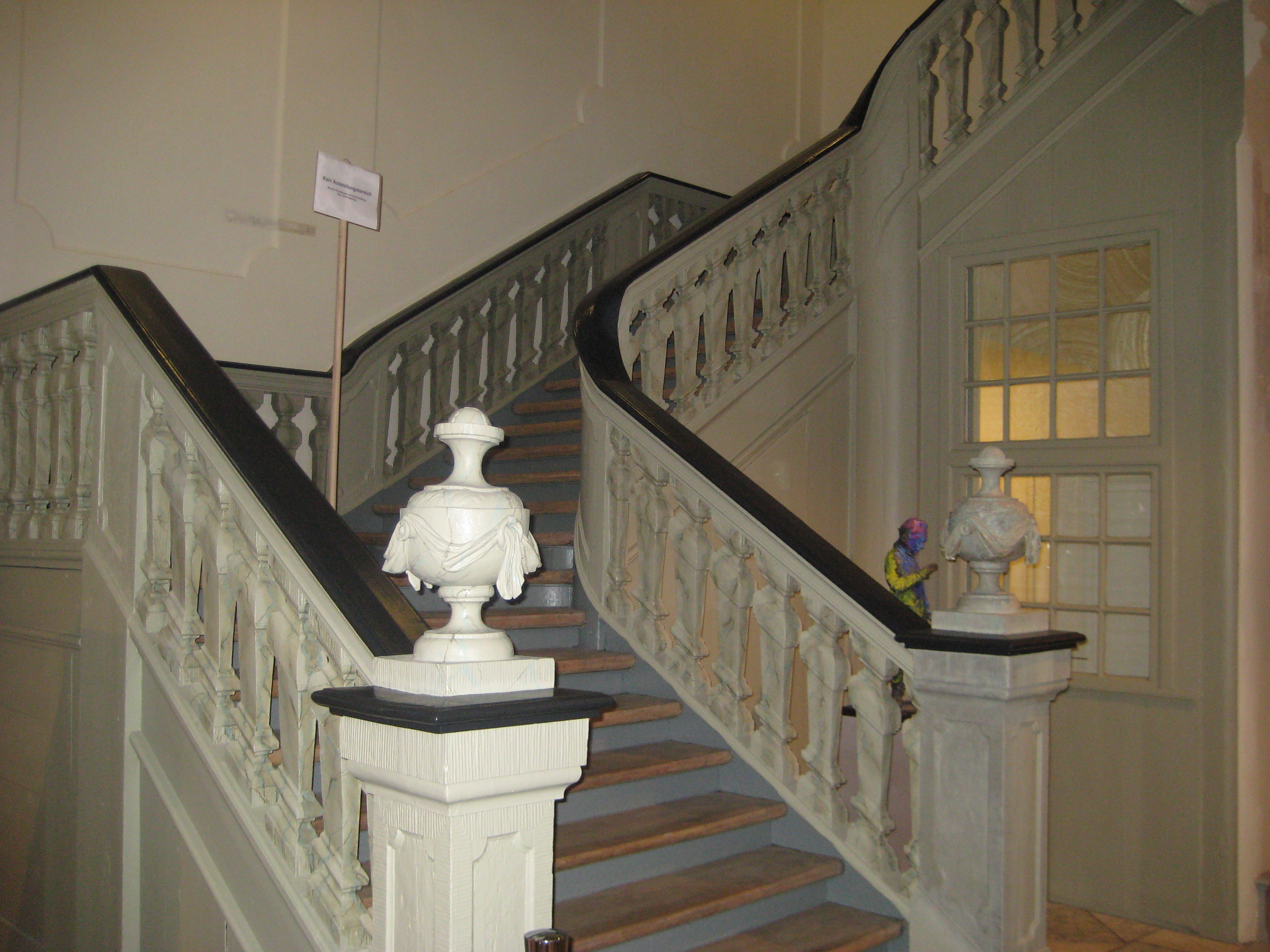
Treppenhaus nach der Sanierung 2008

## Kapelle und Zirkelbrüderaltar

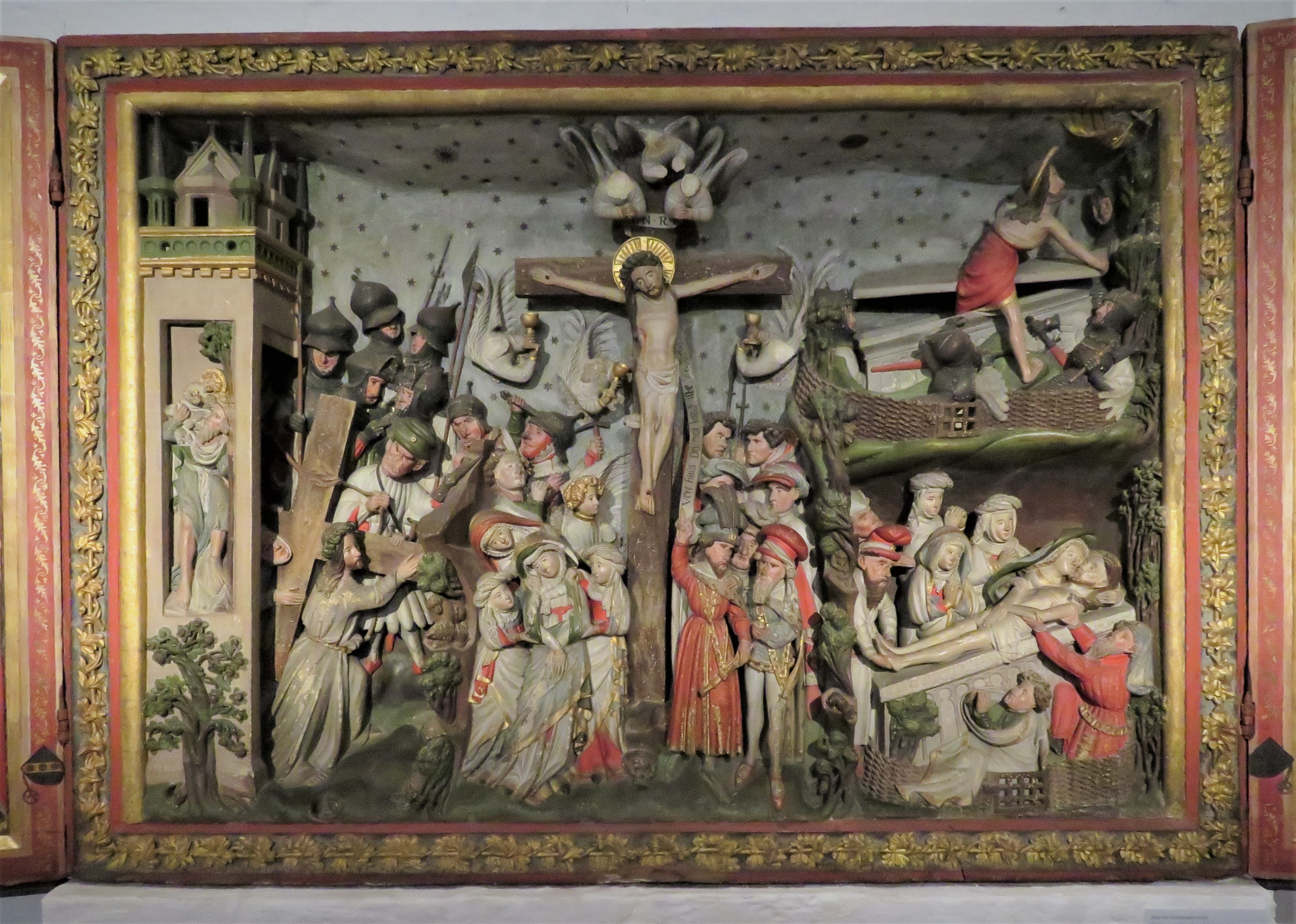
Mittelschrein des Altars der Zirkelbrüder (um 1430) mit Stifterwappen mit Zikel an den Seitenflügeln

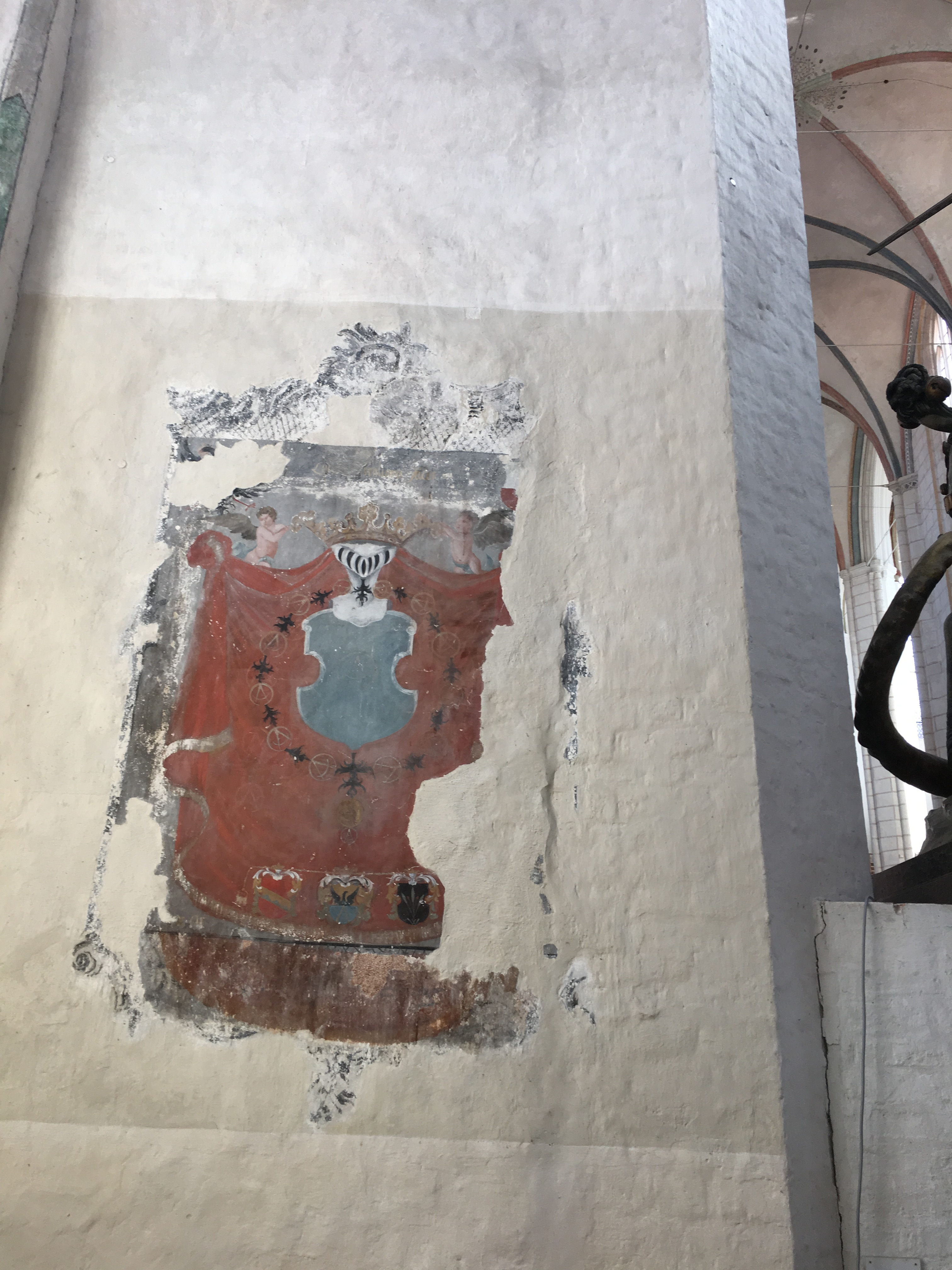
Collane als Wandmalerei in der Kapelle in Katharinen

Die Gesellschaft unterhielt seit dem Verbrüderungsvertrag mit den Franziskanern von 1379 eine reich ausgestattete Seitenkapelle im westlichsten Joch des nördlichen Seitenschiffes der Katharinenkirche. Der 1430 ausweislich der Stifterwappen von den Familien Meteler, von Wickede, Brömse und von Rentelen für die Kapelle gestiftete Flügelaltar gelangte am Anfang des 17. Jahrhunderts in die Georgskapelle (Bad Schwartau). In der Zeit von 1841 bis 1901 wurde er im Schwartauer Amtshaus aufbewahrt, weil die Kapelle anderweitig genutzt wurde. Von 1901 bis 1926 stand er wieder in der Georgskapelle. Seit 1926 befindet sich der auch unter dem Namen Schwartauer Altar bekannte Altar im St. Annen-Museum, dem er 1937 übereignet wurde. Der aus einem Relief aus Baumberger Sandstein bestehende ältere Mittelteil (um 1405) und die bemalten Flügel stammen von verschiedenen Künstlern, die namentlich nicht überliefert sind.
Die Seitenkapelle, die nach langer Vernachlässigung 1760 für die jährliche Feier des Trinitatisfestes durch die Gesellschaft wieder instand gesetzt und bei dieser Gelegenheit auch neu ausgemalt wurde, war mit einem von 1458 datierten dreiseitigen Schrankenwerk abgeschlossen, das bis ins Mittelschiff reichte. Es wurde 1947 im Zuge der Neuordnung des Innenraums der Katharinenkirche entfernt, um Platz für die Aufstellung des Abgusses der St.-Jürgen-Gruppe des Malers und Bildhauers Bernt Notke zu erhalten. Seitdem ist „der älteste fest datierbare Kapellenabschluß aus einer Lübecker Kirche“ im Magazin des St.-Annen-Museums eingelagert.

## Mitglieder und Mitgliedsfamilien
Siehe Liste der Mitglieder der Zirkelgesellschaft

Wappen der zur Zirkelgesellschaft gehörenden Familien (1703)
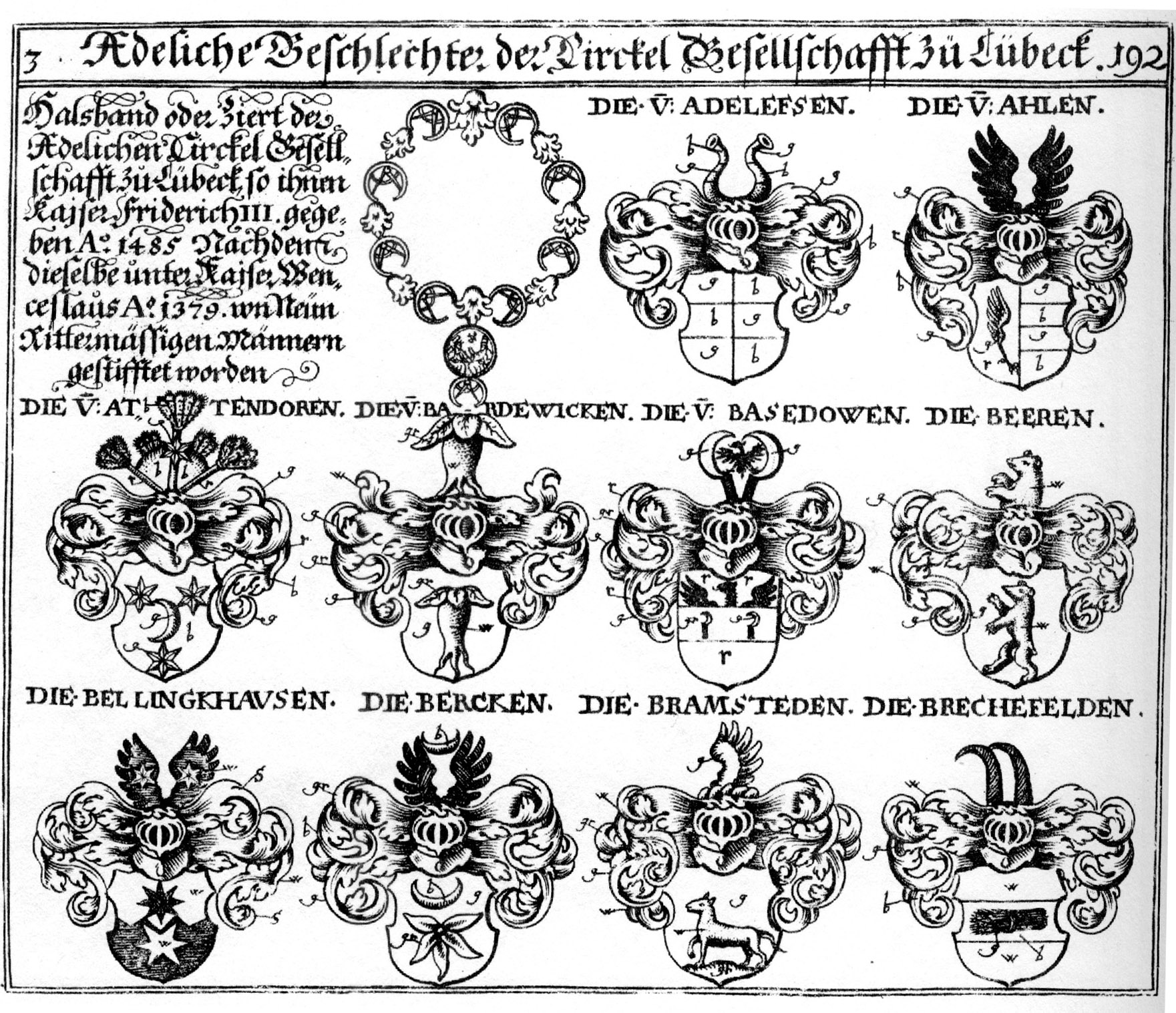
v. Adelefsen bis Brechefelden
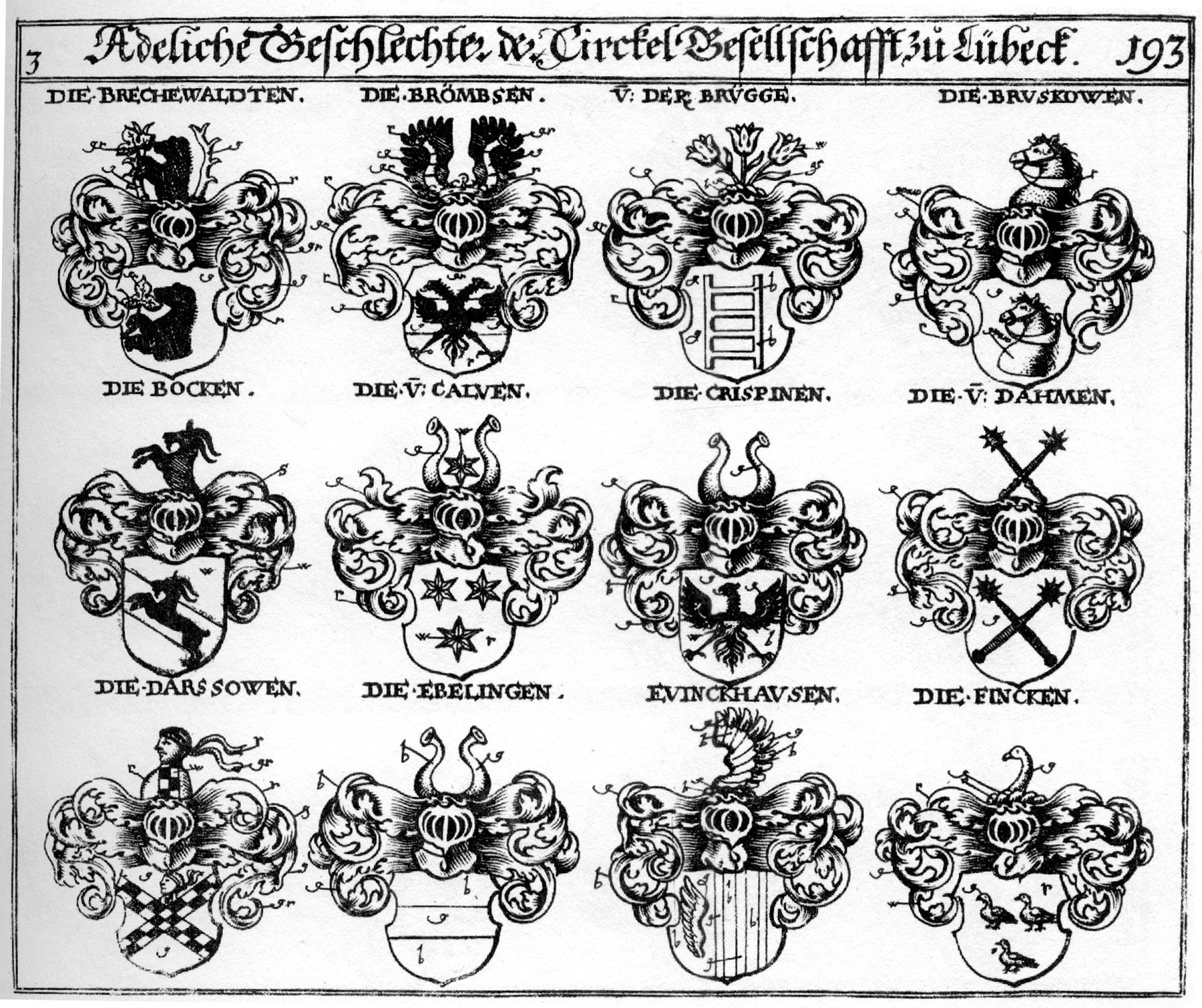
Brechewaldten bis Fincken
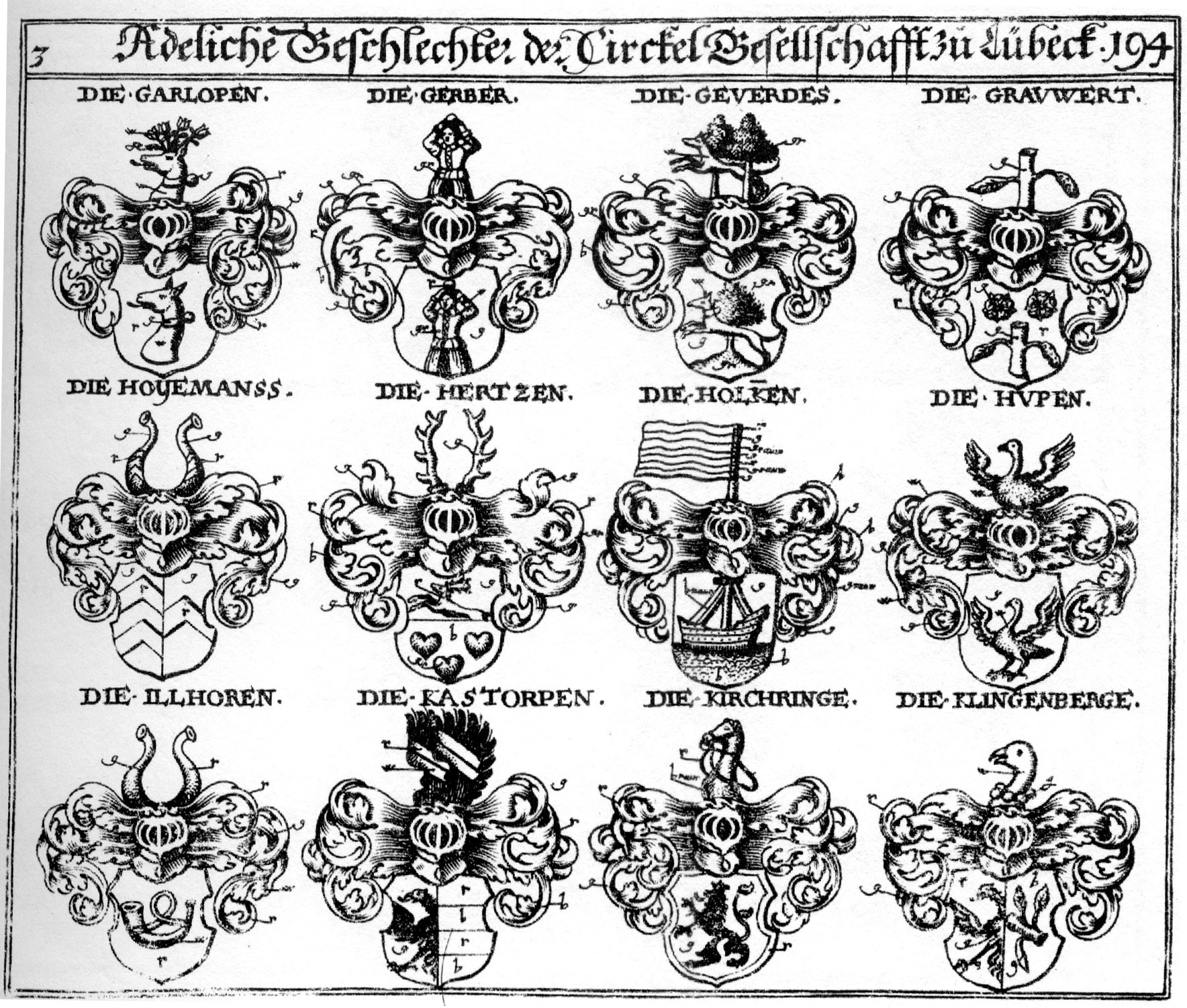
Garlopen bis Klingenberge
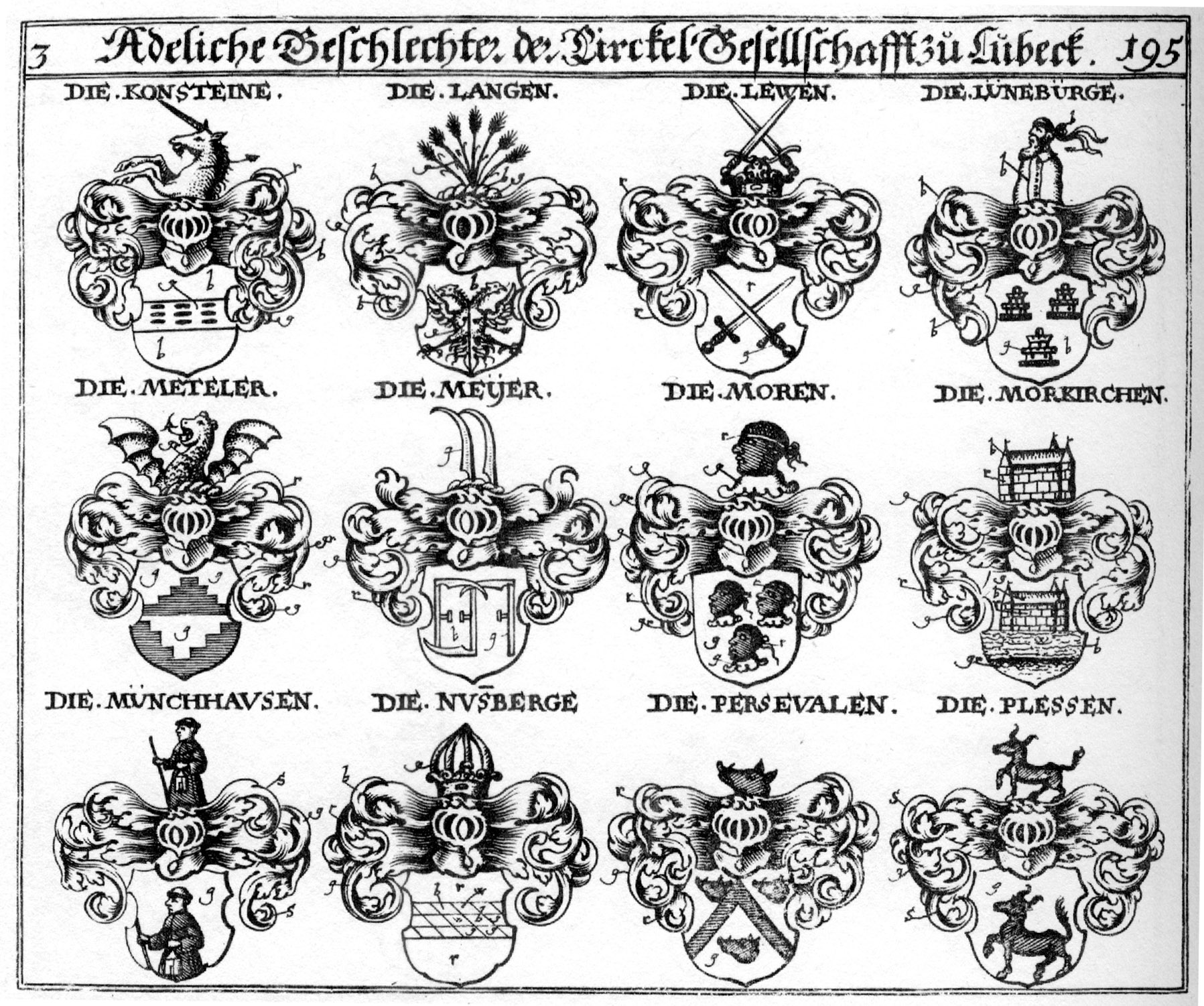
Konsteine bis Plessen
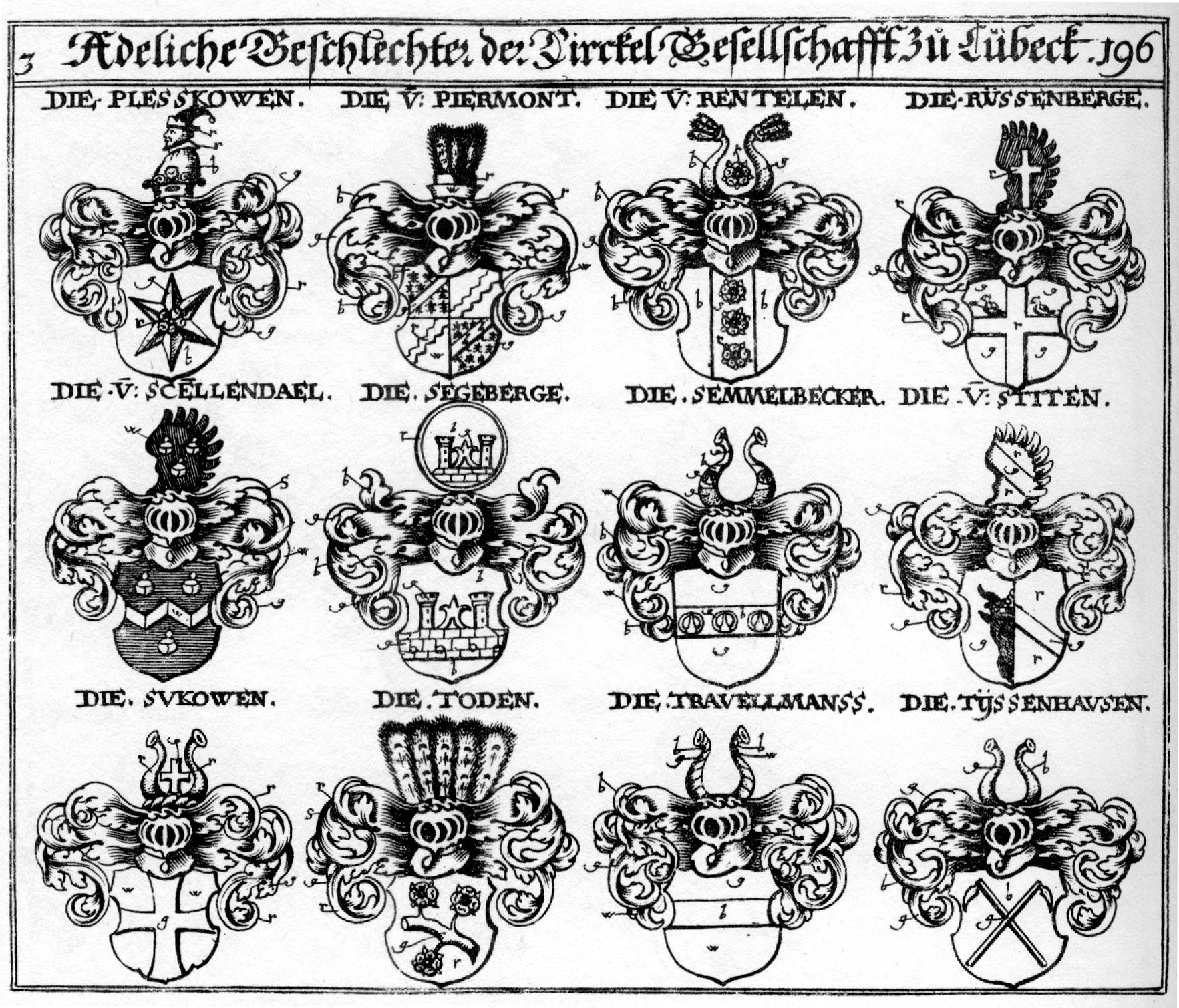
Plesskowen bis Tyssenhausen
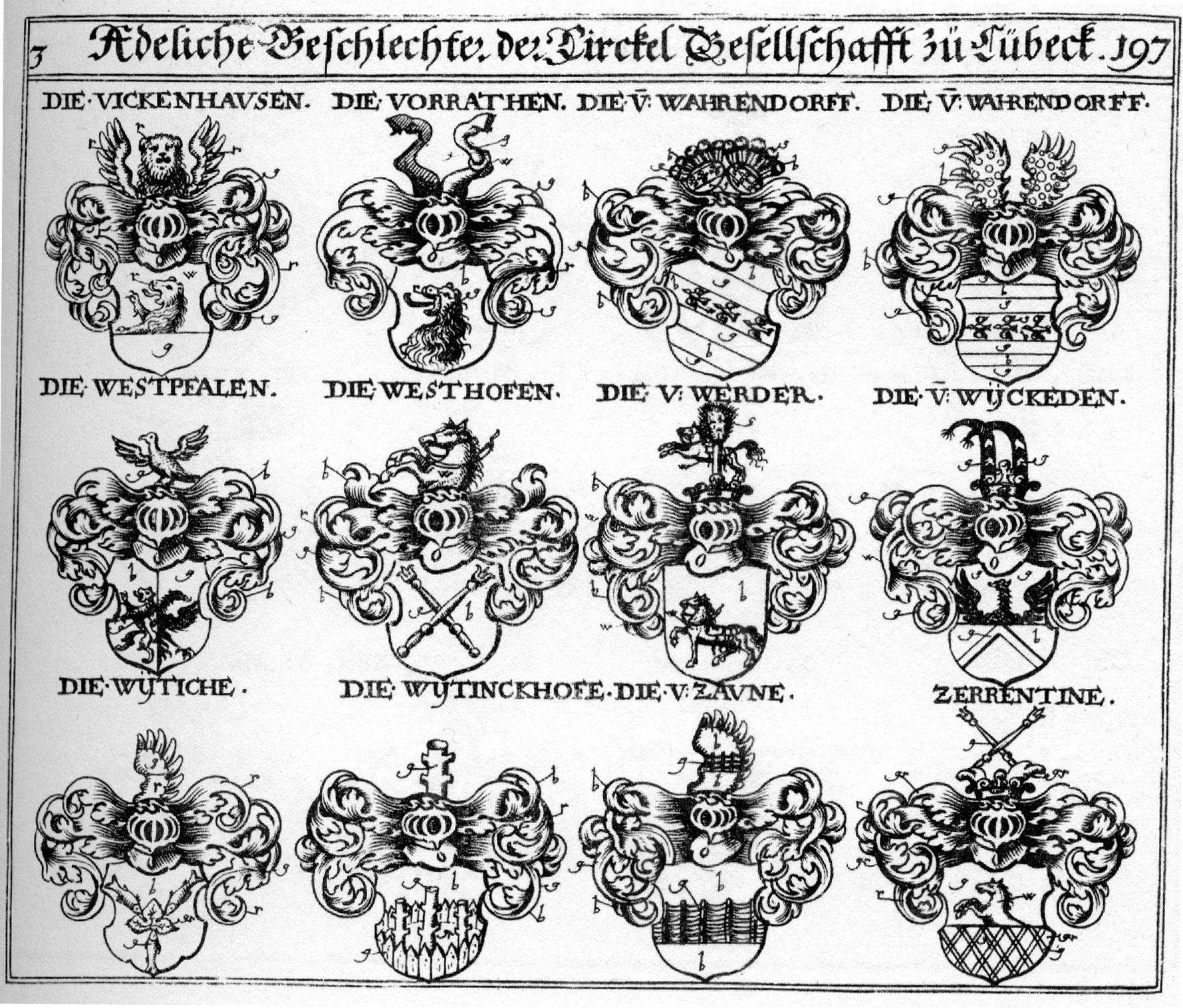
Vickenhausen bis Zerrentine